# ASTRO-F
ASTRO-F ist ein Weltraum-Infrarotteleskop der japanischen Raumfahrtbehörde JAXA mit Beteiligung von ESA, Großbritannien, Niederlande und Südkorea. Die Planungen für den Satelliten begannen 1997, der ursprünglich für 2003 geplante Start wurde aufgrund von Problemen mit der Spiegelaufhängung verschoben. Der Start erfolgte am 21. Februar 2006 um 22:28 MEZ mit einer M-V-Rakete vom Uchinoura Space Center, wobei der ASTRO-F in einen sonnensynchronen Erdorbit in 750 km Höhe gebracht wurde. Nach dem Start erhielt der 955 kg schwere Satellit den Namen Akari, japanisch für Licht.
Die wichtigsten wissenschaftlichen Ziele der Mission waren die Erforschung der Galaxienentstehung im frühen Universum und der Entstehung von Sternen und Planeten in der Milchstraße.

## Aufbau
Der Hauptspiegel des Teleskopes hatte 67 cm Durchmesser und war aus Siliciumcarbid, das Teleskop wurde mit flüssigem Helium auf 6 K gekühlt, sodass während dieser Zeit Beobachtungen im mittleren und fernen Infrarot (Wellenlänge 5,5 µm bis 180 µm) gemacht werden konnten. Die Beobachtungen im nahen Infrarot (Wellenlänge 1,7 µm bis 5,5 µm) waren unabhängig von der Heliumkühlung.
Die Instrumente bestanden aus vier FIR-Detektoren (50–80, 60–110, 110–180, 140–180 µm) und drei Kameras für NIR (1,7–5,5 µm) und MIR (5,8–14,1 und 12,4–26,5).

## Verlauf
Am 16. April 2006 öffnete Akari die Teleskopabdeckung und nahm die Arbeit auf. Die ersten Erkenntnisse wurden im Mai 2006 von JAXA veröffentlicht. Als der Heliumvorrat im August 2007 erschöpft war, hatte Akari 94 % des Himmels gescannt und über 5500 Einzelbeobachtungen durchgeführt. Die Beobachtungen im nahen Infrarotbereich wurden fortgesetzt.
Nach einem Problem mit der Energieversorgung am 24. Mai 2011 wurde die wissenschaftliche Mission nach einer Betriebsdauer von mehr als fünf Jahren im Juni 2011 offiziell beendet. Am 24. November 2011 senkte JAXA die Umlaufbahn auf 440 km ab, um die verbleibende Zeit im Orbit zu verringern. Damit wurden auch die Treibstofftanks geleert, um eine mögliche Explosion zu verhindern. Der Wiedereintritt war am 11. April 2023.

## Japanische Satelliten zur Röntgenastronomie
Weitere japanische Satelliten wurden unter dem Namen ASTRO  zur Röntgenastronomie gestartet:
- Hakuchō (CORSA-B, 1979)
- Tenma (ASTRO-B, 1983)
- Ginga (ASTRO-C, 1987)
- Advanced Satellite for Cosmology and Astrophysics (ASTRO-D, 1993)
- Suzaku (ASTRO-E, 2005)
- Hitomi (ASTRO-H, 2016)